# ماري باركر (محاكمات السحر في سالم)
ماري (ني آير) باركر من اندوفر، ماساشوستس، ابنة جون آير,
أعدمت في 22 سبتمبر 1692، مع عدة أشخاص آخرين، بتهمة السحر في محاكمات السحر في سالم.
وكانت أرملة ذات 55 عاما.
توفي زوج ماري، ناثان، في 1685.
أُُتهمت ابنتها سارة باركر أيضاً.
كانت ماري باركر الجدة الثامنة للرئيس الامريكى جورج دبليو بوش، الذي هو سليل أو قريب من حوالي 217 من المشاركين في المحاكمات "

## قراءات إضافية
- أبهام، تشارلز (1980). السحر في سالم. نيويورك: شركة نشر فريدريك اونجار،  2 vv, v.2 pp 324–5, 480.